# 13號星期五

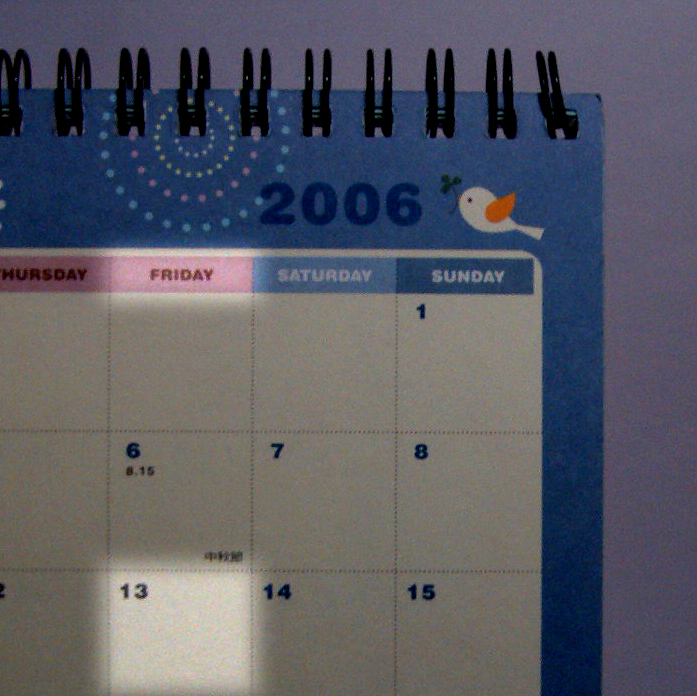
當13日正逢星期五時，即為「13號星期五」。

13號星期五（又稱黑色星期五，與黑色星期五購物日子不同，後者為感恩節後的第一個禮拜五）是指公曆一個月份的第十三天恰好是星期五。在西方文化中，13日星期五被認為是不幸的一天。在公曆中，每年至少會有一次是某一個月的第13日正好是星期五，在同一年最多可發生三次。在日耳曼语族和罗曼语族国家的文化當中，十三號星期五被迷信者認為是不幸、不吉利的日子。在許多其他的文化當中也可見到類似的迷信，例如在希腊的文化也視「13號星期五」為不吉利的一天。

## 起源

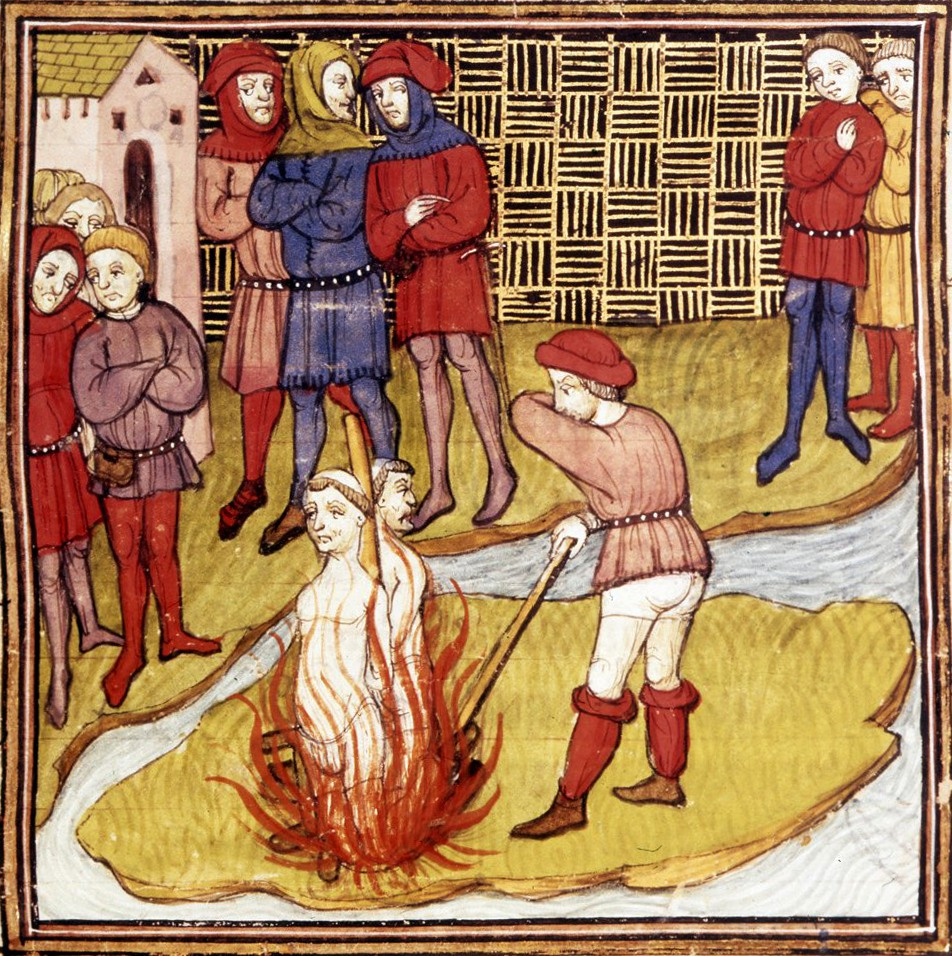
圣殿骑士团遭逮捕屠殺的當天，正好同時是13日與星期五。

與13號星期五有關最早的紀錄，是歷史上的圣殿骑士团在1307年10月13日遭到屠殺的事件，當日上午法国國王腓力四世下令逮捕並屠殺境內所有的聖殿騎士團成員，而這天正好同時是13日與星期五。

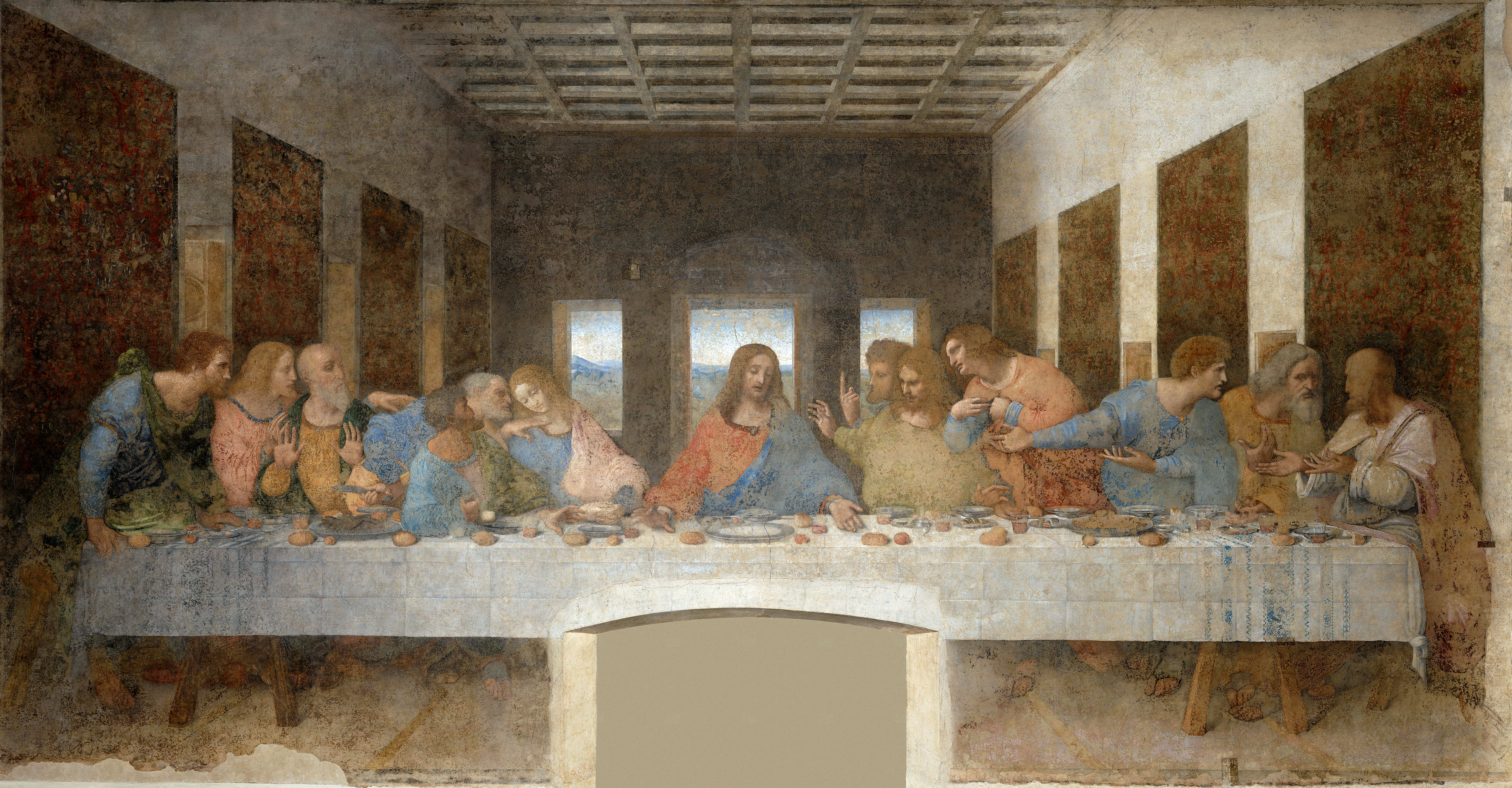
最後的晚餐也是13號星期五的起源之一。

關於此迷信的另一個起源是來自《聖經》中的最後的晚餐，相傳耶稣遭其門徒之一的加略人猶大出賣而遭逮捕當天即是星期五，而且加略人猶大是當天最後的晚餐中的第13位客人。
無論「13號星期五」之迷信真正的起源為何，諸多相關的传说已經使得13號星期五在西方文化中成為迷信和不吉利的日子。

## 1900至2100年的13號星期五
| 月份   | 年份 | 年份類別                              | 主日字母 |
| ------ | --- | ------------------------------------- | -------- |
| 一月   | 1905、1911、1922、1928、1933、1939、1950、1956、1961、1967、1978、1984、1989、1995、 2006、2012、2017、2023、2034、2040、2045、2051、2062、2068、2073、2079、2090、2096       | 以星期日開始的平年 以星期日開始的閏年 | A、AG    |
| 二月   | 1903、1914、1920、1925、1931、1942、1948、1953、1959、1970、1976、1981、1987、1998、 2004、2009、2015、2026、2032、2037、2043、2054、2060、2065、2071、2082、2088、2093、2099 | 以星期四開始的平年 以星期四開始的閏年 | D、DC    |
| 三月   | 1903、1908、1914、1925、1931、1936、1942、1953、1959、1964、1970、1981、1987、1992、 1998、2009、2015、2020、2026、2037、2043、2048、2054、2065、2071、2076、2082、2093、2099 | 以星期四開始的平年 以星期三開始的閏年 | D、ED    |
| 四月   | 1900、1906、1917、1923、1928、1934、1945、1951、1956、1962、1973、1979、1984、1990、 2001、2007、2012、2018、2029、2035、2040、2046、2057、2063、2068、2074、2085、2091、2096 | 以星期一開始的平年 以星期日開始的閏年 | G、AG    |
| 五月   | 1904、1910、1921、1927、1932、1938、1949、1955、1960、1966、1977、1983、1988、1994、 2005、2011、2016、2022、2033、2039、2044、2050、2061、2067、2072、2078、2089、2095       | 以星期六開始的平年 以星期五開始的閏年 | B、CB    |
| 六月   | 1902、1913、1919、1924、1930、1941、1947、1952、1958、1969、1975、1980、1986、1997、 2003、2008、2014、2025、2031、2036、2042、2053、2059、2064、2070、2081、2087、2092、2098 | 以星期三開始的平年 以星期二開始的閏年 | E、FE    |
| 七月   | 1900、1906、1917、1923、1928、1934、1945、1951、1956、1962、1973、1979、1984、1990、 2001、2007、2012、2018、2029、2035、2040、2046、2057、2063、2068、2074、2085、2091、2096 | 以星期一開始的平年 以星期日開始的閏年 | G、AG    |
| 八月   | 1909、1915、1920、1926、1937、1943、1948、1954、1965、1971、1976、1982、1993、1999、 2004、2010、2021、2027、2032、2038、2049、2055、2060、2066、2077、2083、2088、2094、2100 | 以星期五開始的平年 以星期四開始的閏年 | C、DC    |
| 九月   | 1901、1907、1912、1918、1929、1935、1940、1946、1957、1963、1968、1974、1985、1991、 1996、2002、2013、2019、2024、2030、2041、2047、2052、2058、2069、2075、2080、2086、2097 | 以星期二開始的平年 以星期一開始的閏年 | F、GF    |
| 十月   | 1905、1911、1916、1922、1933、1939、1944、1950、1961、1967、1972、1978、1989、1995、 2000、2006、2017、2023、2028、2034、2045、2051、2056、2062、2073、2079、2084、2090       | 以星期日開始的平年 以星期六開始的閏年 | A、BA    |
| 十一月 | 1903、1908、1914、1925、1931、1936、1942、1953、1959、1964、1970、1981、1987、1992、 1998、2009、2015、2020、2026、2037、2043、2048、2054、2065、2071、2076、2082、2093、2099 | 以星期四開始的平年 以星期三開始的閏年 | D、ED    |
| 十二月 | 1901、1907、1912、1918、1929、1935、1940、1946、1957、1963、1968、1974、1985、1991、 1996、2002、2013、2019、2024、2030、2041、2047、2052、2058、2069、2075、2080、2086、2097 | 以星期二開始的平年 以星期一開始的閏年 | F、GF    |